# 2012년 하계 올림픽 하키
2012년 하계 올림픽 하키 경기는 7월 29일부터 8월 11일까지 올림픽 공원 내 리버뱅크 아레나에서 열렸다.
2010년 11월 13일, 국제 하키 연맹(FIH)은 각 남자 종목과 여자 종목에 각각 12개 팀을 할당하기로 결정했다.
독일은 남자 토너먼트에서 네 번째 우승을 차지했고, 여자 토너먼트에서는 네덜란드가 우승해 세 번째 올림픽 여자 하키 타이틀을 획득했다.